# Чудовищ нет
«Чудовищ нет» — мистико-исторический роман Юрия Бурносова, вышедший в 2006 году. Получил премию «Итоги года» от журнала «Мир фантастики».

## Сюжет
В романе два главных героя: один из них, старшеклассник Лёша, живёт в провинциальном городе Энске в 2003 году, другой — прапрадед Лёши Иван Иванович Рязанов, тайный правительственный агент — в 1880 году, за год до гибели Александра II, отправляется на дело из Санкт-Петербурга. Непосредственно объединяет главных героев только набор необычных предметов, которые Иван Рязанов оставил потомку. Связывает обе сюжетные линии также то, что в обеих происходят мистические события, герои знакомятся с потусторонним миром и понимают, что покончить с таким знакомством очень сложно. Иван Рязанов занимается расследованием зверского убийства, а Лёша Рязанов знакомится с симпатичной соседкой, которая, как оказывается, является вампиром, и по её просьбе участвует в борьбе против враждебного им демона:66.
Обе сюжетных линии включают зверское убийство, совершаемое демоном-алукой — существом, которое вызывает один из демонов (представителей отличного от людей биологического вида, якобы обитающего на Земле), желая таким образом расправиться с противником, также демоном. В обеих сюжетных линиях происходящее затрагивает людей лишь косвенно и человеческие жертвы случайны, но оба главных героя, тем не менее, вступают в борьбу на стороне слабейших:66—67. Кончается роман неожиданной двойной развязкой

## Художественные особенности
Линия старшеклассника Лёши представляет собой прозу ближнего прицела, богатую отсылками к нынешним реалиям и характеризующуюся подчёркнутым натурализмом. Линия же Ивана Рязанова, сходная с романами Акунина об Эрасте Фандорине, — крепко сбитый исторический детектив в мистическом антураже.
В целом «Чудовищ нет» можно назвать образцовым мистико-историческим романом, в котором проявилось отличное знание автором прошлого, умение создавать яркие образы персонажей, бытовая наблюдательность, искусство повествователя. Очень точно выдержана стилистика как речи и мыслей современного подростка (линия Лёши написана от первого лица), так и текста приключенческого ретроромана, напоминающего книги Акунина. Каждый из персонажей второй сюжетной линии — крестьяне, офицеры, народовольцы, провинциальные дворяне, евреи-ремесленники — говорит собственным, непохожим на другие стилем речи. Внутренние монологи Ивана Ивановича Рязанова проникнуты духом русской классической литературы. Автор использует не только лексику той эпохи, но и ритм её текстов, насыщает старинными оборотами авторские описания, ликвидируя дистанцию между «я» повествователя и эпохой, о которой повествуется, прибегая к нарочитой медлительной основательности, что призвано передать ощущение «меньшей скорости» течения самого времени.

## Премии
Роман получил премию «Итоги года» от журнала «Мир фантастики» в номинациях «Лучшая отечественная мистика, триллер, городское фэнтези» и «Книга года». Также был номинирован на премии «Портал» (в номинации «Открытие себя (имени В. И. Савченко)»), «Астрея» (в номинации «Роман») и «Странник» (в номинации «Лунный меч»).